# Hyperbola-1
Hyperbola-1 (dénomination anglophone signifiant « Hyperbole », en chinois : 双曲线一号 : ShuangQuxian yīhào, SQX-1) est un microlanceur commercial chinois développé par la société iSpace, une des start-up créées à la suite de l'ouverture au privé par les autorités chinoises en 2014 du marché du lancement des satellites. Hyperbola-1 est un lanceur à propergol solide capable de placer 300 kilogrammes sur une orbite basse, qui est directement dérivé des programmes de missile balistique chinois. Il effectue son premier vol réussi le 23 juillet 2019.

## Historique
Avant le premier vol orbital d'Hyperbola-1, deux vols préparatoires d'un engin mono-étage SQX-1Z sont effectués le 4 avril et le 5 septembre 2018. Le vol inaugural du lanceur complet a lieu le 25 juillet 2019 et est un succès. Le lanceur, qui  décolle de la base de lancement de Jiuquan, place deux nanosatellites et plusieurs autres équipements sur une orbite basse. Hyperbola-1 est le premier lanceur développé par une entreprise privée chinoise qui réussit une mise en orbite.
Hyperbola-1 subit trois échecs consécutifs après le succès de son premier vol. Le second vol, qui a lieu le 1er février 2021, est détruit après qu'une pièce de mousse isolante ait percuté et s'est retrouvé coincée dans un des panneaux cellulaires du premier étage, menant à la perte de contrôle et la destruction de la fusée,. Le troisième vol, se déroulant le 3 août 2021, est également un échec car la coiffe ne se sépare pas du troisième étage, ce qui empêche la fusée d'atteindre une vélocité orbitale. Le 13 mai 2022, durant le quatrième vol, les réservoirs de RCS se vident plus rapidement que prévu dû à une valve défectueuse et le lanceur ne réussit pas à maintenir sa trajectoire, résultant en l'échec du vol. Le cinquième vol est le premier succès pour Hyperbola-1 depuis son vol inaugural.

## Caractéristiques techniques
Hyperbola-1 est un lanceur léger comprenant quatre étages à propergol solide avec une poussée au décollage de 557 kilonewtons. Il est capable de placer une charge utile de 300 kilogrammes sur une orbite terrestre basse et 150 kilogrammes sur une orbite héliosynchrone de 700 kilomètres. Le lanceur a un diamètre de 1,4 mètre pour une longueur de 20 mètres et une masse au décollage de 31 tonnes. La coiffe a un diamètre maximum de 1,2 mètre pour une hauteur de 2,2 mètres et une masse de 500 kilogrammes.
| Caractéristique               | 1er étage          | 2e étage         | 3e étage         | 4e étage                                    |
| ----------------------------- | ------------------ | ---------------- | ---------------- | ------------------------------------------- |
| Dimensions hauteur x diamètre | 7,145 x 1,4 m.     | 6,87 x 1,2 m.    | 2,79 x 1,2 m.    | 1,57 x 1,2 m.                               |
| Masse (ergols)                | 16,1 t. (14,36 t.) | 9,75 t. (8,78t.) | 2,9 t. (2,6 t.)  | 1,05 t. (0,75 t.)                           |
| Ergols                        | Propergol solide   | Propergol solide | Propergol solide | Moteur-fusée à ergols liquides MMHx \|MON-3 |
| Poussée                       | 557 kN (sol)       | 390 kN (vide)    | 120 kN (vide)    | 3 kN (vide)                                 |
| Impulsion spécifique          | 245 s (sol)        | 280 s (vide)     | 283 s(vide)      | 290 s(vide)                                 |
| Durée de fonctionnement       | 62 secondes        | 62 s             | 61 s             | 700 s                                       |

## Historique des lancements
| N° | Date de lancement (UTC) | Modèle | Site de lancement | Charge utile                                                                                       | Orbite                            | Commentaire |
| -- | ----------------------- | ------ | ----------------- | -------------------------------------------------------------------------------------------------- | --------------------------------- | ----------- |
| 1  | 4 avril 2018            | SQX-1S | Haikou            | | vol suborbital culminant à 108 km |             |
| 2  | 5 septembre 2018        | SQX-1Z | Jiuquan           | Erebus 1 Tianfu Junrong 1 Chengdu Gaoxin 1 (démonstrateurs technologiques)                         | vol suborbital culminant à        |             |
| 3  | 25 juillet 2019,        | SQX-1  | Jiuquan           | CAS-7B (satellite radioamateur) Hangtian KKG Fazhang (Hyperbola Stage 4 payloads 1)                | vol suborbital culminant à 300 km |             |
| 4  | 1 février 2021          | SQX-1  | Jiuquan           | Rubik's Cube en métal gravé de la calligraphie Tianshu par Xu Bing; autres charges utiles inédites | Orbite héliosynchrone             | Échec       |
| 5  | 3 août 2021             | SQX-1  | Jiuquan           | Jilin 1 Mofang 01A                                                                                 | Orbite héliosynchrone             | Échec       |
| 6  | 13 mai 2022             | SQX-1  | Jiuquan           | Jilin 1 Mofang 01A(R)                                                                              | Orbite héliosynchrone             | Échec       |
| 7  | 7 avril 2023            | SQX-1  | Jiuquan           | Simulateur de masse                                                                                | Orbite héliosynchrone             |             |
| 8  | 17 décembre 2023        | SQX-1  | Jiuquan           | Dier-1/Liangxi (capsule spatiale expérimentale)                                                    | 490 × 505 km, 97,4°               |             |
| 7  | 11 juillet 2024         | SQX-1  | Jiuquan           | Yunyao-1 15-17                                                                                     | Orbite héliosynchrone             | Échec       |